# Bin ich schlauer als...?
Bin ich schlauer als …? war eine deutsche Wissensshow des Privatsenders RTL. Die Sendungen wurden von i&u TV produziert und von Günther Jauch moderiert. Die Erstausstrahlung der Live-Show erfolgte am 15. November 2019.

## Ablauf
In jeder Sendung stand ein Promi oder Promipaar im Mittelpunkt, der/das sich vorab dem gleichen Wissenstest unterzogen hatte wie nun drei weitere prominente Gegner im Studio. Auch die Fernsehzuschauer konnten sich an diesem Test von zuhause aus beteiligen und ebenso erfahren, wie sie im Vergleich zum Durchschnitt der Deutschen abschnitten. Neben dem allgemeinen Wissen ging es in den zahlreichen Tests auch um visuelle Wahrnehmung, Orientierung, Menschenkenntnis, Logik, Gedächtnis und Sprache.
In der ersten Sendung war Moderator Günther Jauch selbst derjenige, der sich dem Wissensquiz stellte und sich gegen drei prominente Gegner und das Publikum durchsetzen musste.
Notarisiert und geprüft wurde in allen Sendungen vom Biologen Martin Korte.

## Ausgaben
| Staffel | Folge | Erstausstrahlung | Protagonist(en)              | ist/sind schlauer als | prominente Gegner 1 | prominente Gegner 1 | prominente Gegner 1 | prominente Gegner 1 |
| ------- | ----- | ---------------- | ---------------------------- | --------------------- | ------------------- | ------------------- | ------------------- | ------------------- |
| 1       | 1     | 15. Nov. 2019    | Günther Jauch                | 51 % der Deutschen    | Ilka Bessin         | Alice Schwarzer     | Sonja Zietlow       |                     |
| 1       | 2     | 7. Feb. 2020     | Oliver Pocher                | 88 % der Deutschen    | Joachim Llambi      | Lilly Becker        | Lutz van der Horst  |                     |
| 1       | 3     | 14. Feb. 2020    | Verona Pooth                 | 59 % der Deutschen    | Horst Lichter       | Sabrina Mockenhaupt | Matze Knop          |                     |
| 2       | 4     | 12. Feb. 2021    | Evelyn Burdecki              | 55 % der Deutschen    | Pierre M. Krause    | Caroline Frier      | Daniel Donskoy      |                     |
| 2       | 5     | 19. Feb. 2021    | Peter Kloeppel               | 75 % der Deutschen    | Uwe Ochsenknecht    | Panagiota Petridou  | Chris Tall          |                     |
| 3       | 6     | 25. Sep. 2021    | Jana Ina & Giovanni Zarrella | 89 % der Deutschen    | Thomas Anders       | Christina Luft      | Kai Ebel            |                     |
| 3       | 7     | 20. Nov. 2021    | Lukas Podolski               | 69 % der Deutschen    | Guido Cantz         | Tahnee              | Martin Klempnow     |                     |

| Staffel | Folge | Datum         | Zuschauer Gesamt | 14 bis 49 Jahre | Marktanteil Gesamt | 14 bis 49 Jahre |
| ------- | ----- | ------------- | ---------------- | --------------- | ------------------ | --------------- |
| 1       | 1     | 15. Nov. 2019 | 3,09 Mio.        | 1,30 Mio.       | 12,5 %             | 18,2 %          |
| 1       | 2     | 7. Feb. 2020  | 2,60 Mio.        | 1,17 Mio.       | 09,5 %             | 15,9 %          |
| 1       | 3     | 14. Feb. 2020 | 2,83 Mio.        | 1,22 Mio.       | 11,3 %             | 16,9 %          |
| 2       | 4     | 12. Feb. 2021 | 2,80 Mio.        | 1,28 Mio.       | 09,4 %             | 16,6 %          |
| 2       | 5     | 19. Feb. 2021 | 2,75 Mio.        | 1,07 Mio.       | 09,4 %             | 13,9 %          |
| 3       | 6     | 25. Sep. 2021 | 1,55 Mio.        | 0,50 Mio.       | 06,9 %             | 09,5 %          |
| 3       | 7     | 20. Nov. 2021 | 1,06 Mio.        | 0,50 Mio.       | 03,8 %             | 07,0 %          |